# Veículo utilitário esportivo
Veículo utilitário esportivo (português brasileiro) ou veículo utilitário desportivo (português europeu) (do inglês: sport utility vehicle - SUV) é um veículo automotor de porte avantajado derivado da camionete, mas que apresenta um design de carroceria e de interior semelhantes aos veículos familiares conhecidos por "peruas" (no Brasil), "carrinhas" (em Portugal), ou SW (station wagons) e, normalmente equipado com tração nas quatro rodas para andar sobre todos os tipos de terreno (na estrada e fora de estrada, isto é, on e off-road).

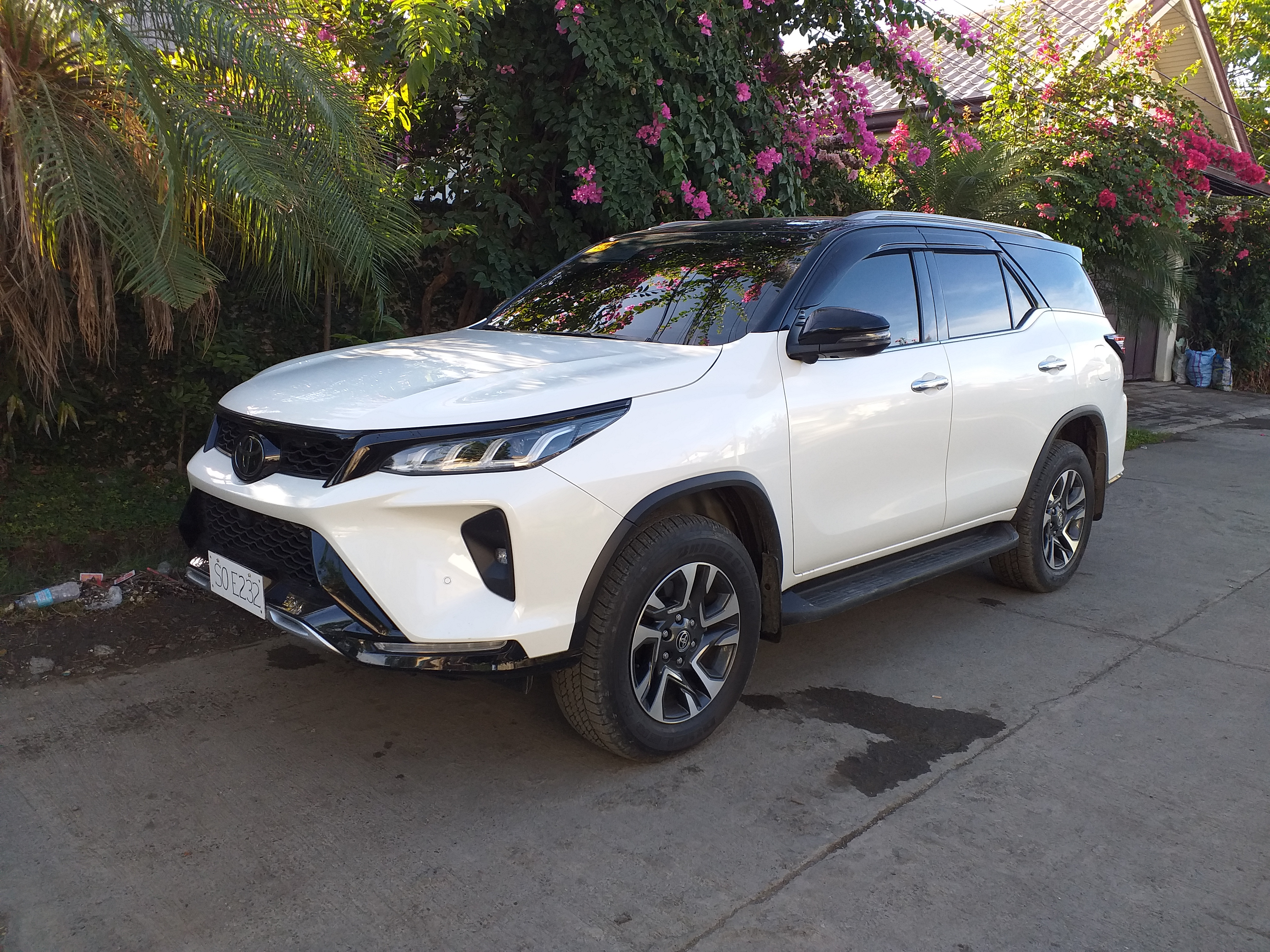
A Toyota Hilux SW4 é um SUV derivado da picape média Hilux

As peruas ou SW apresentam uma capota que estende-se até o fim do veículo, e internamente dispõem de banco traseiro e porta-malas. São carros tamanho família e uma boa parte deles é portado de uma terceira fileira de bancos, podendo totalizar até nove assentos para passageiros.

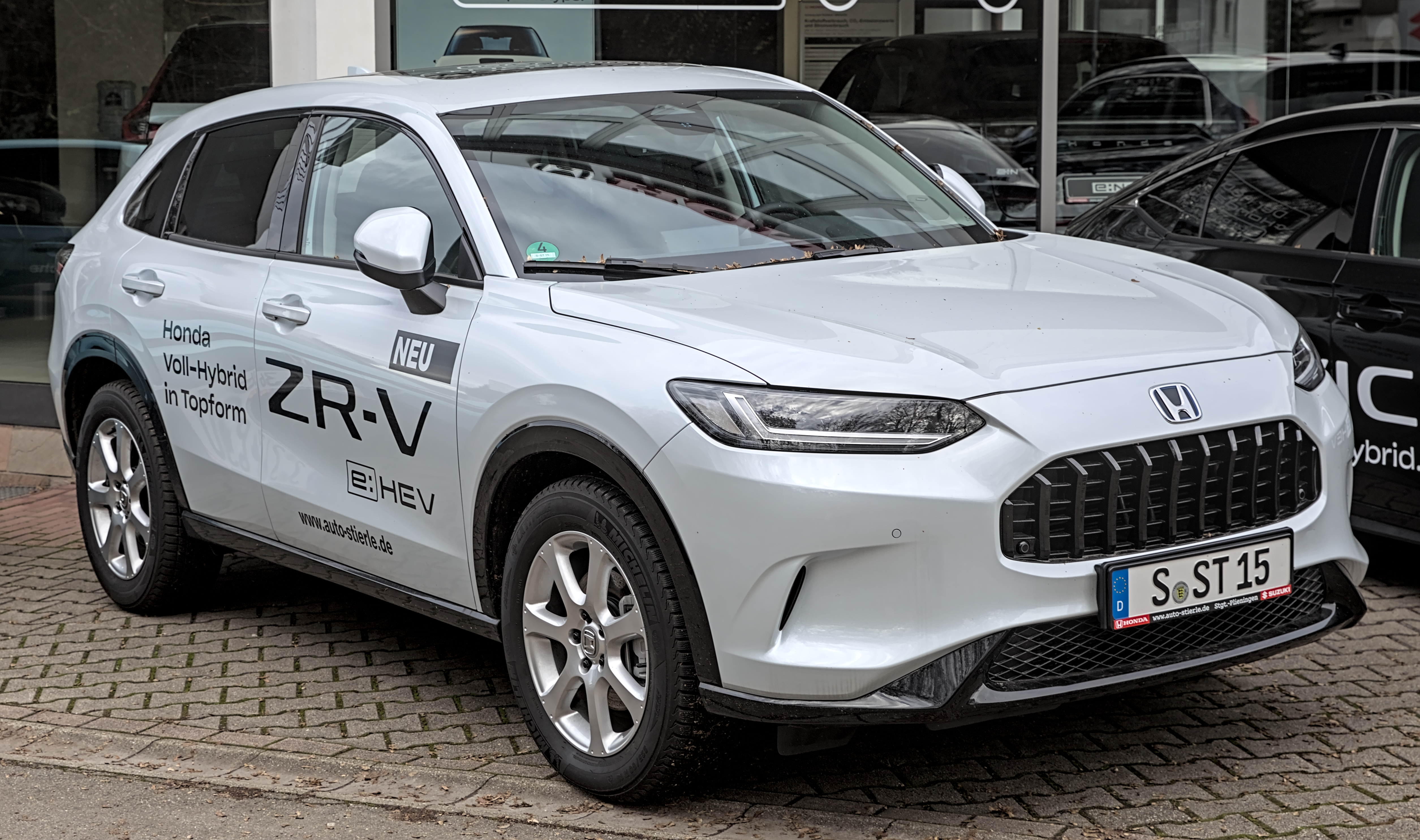
O Honda ZR-V é um exemplo de um SUV crossover compacto.

O modelo Hummer H2, por exemplo, deriva dos jipes utilizados pelo exército americano em várias guerras, como o seu companheiro de marca, o mais arrojado Hummer H1.

## História

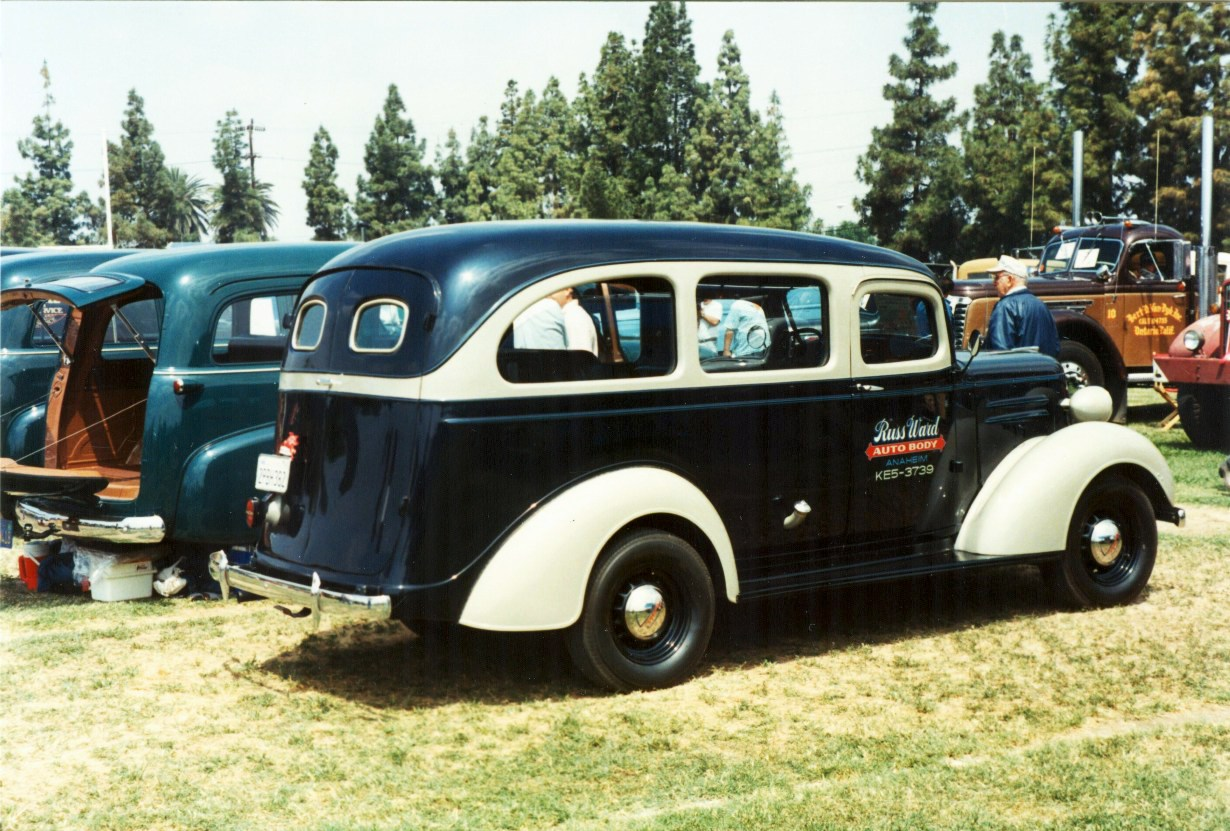
Chevrolet Suburban de 1937.

O termo original para SUV advém da sigla inglesa para Suburban Vehicle (Veículo Suburbano), carro lançado pela Chevrolet em 1933 que consistia em uma caminhonete com cabine estendida, largamente utilizada pelas famílias moradoras das zonas suburbanas das grandes cidades americanas.
Com o sucesso de venda da Suburban, veio o interesse dos concorrentes, que investiram no conceito fazendo com ele evoluísse e adquirisse categoria própria, então apelidada de categorias das SUVs (veículos suburbanos). O termo para veículo esporte utilitário esportivo surgiu então para diferenciar os demais carros dessa categoria do modelo fabricado pela Chevrolet.

## Crítica

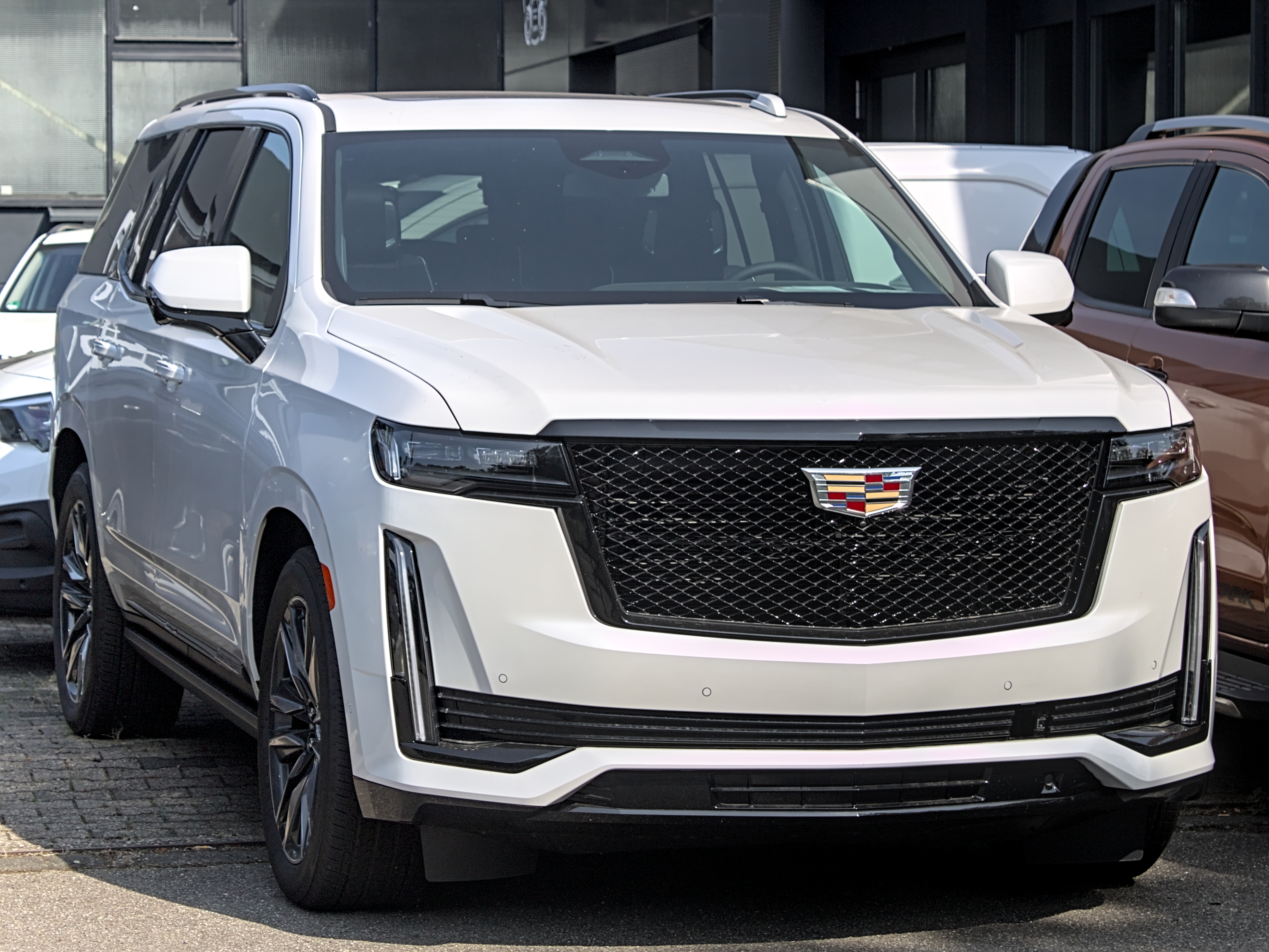
Cadillac Escalade, SUV de tamanho grande.

Devido ao peso e arrasto elevado, os utilitários esportivos apresentam geralmente um consumo de combustível maior do que sedans com quilometragem comparável. Além disso, apresentam um risco maior de capotamento maior que os sedans com medidas similares de comprimento e largura por conta de seu centro de gravidade mais elevado.